# Vườn quốc gia Chichibu Tama Kai
Vườn quốc gia Chichibu Tama Kai (秩父多摩甲斐国立公園 Chichibu Tama Kai Kokuritsu Koen ?) là một vườn quốc gia tại Nhật Bản, nằm ở giao lộ của các tỉnh Saitama, Yamanashi, Nagano và Tokyo.
Với tám đỉnh núi cao hơn 2.000 m nằm rải rác trên một diện tích rộng 1250 km ², vườn quốc gia có rất nhiều con đường mòn đi bộ đường dài và đền thờ cổ. Các địa danh nổi tiếng nhất là núi Mitsumine (三峰山 Mitsumine-san ?) có Đền Mitsumine 2000 năm tuổi, và núi Mitake với Đền Musashi-Mitake. Đây cũng là thượng nguồn các con sông lớn như sông Arakawa, sông Shinano, sông Tama và sông Fuefuki.